# Arrows A6
O A6 é o modelo da Arrows das temporadas de 1983 e 1984 (primeira metade) da F1. 
Condutores: Marc Surer, Chico Serra, Alan Jones e Thierry Boutsen.

## Resultados[1]
(legenda) 
| Ano  | Chassi | Motor                | Pneus | N° | Pilotos         | 1   | 2   | 3   | 4   | 5   | 6   | 7   | 8   | 9   | 10  | 11  | 12  | 13  | 14  | 15  | 16  | Pontos | Posição |  |
| ---- | ------ | -------------------- | ----- | -- | --------------- | --- | --- | --- | --- | --- | --- | --- | --- | --- | --- | --- | --- | --- | --- | --- | --- | ------ | ------- |  |
|      |        |                      |       |    |                 |     |     |     |     |     |     |     |     |     |     |     |     |     |     |     |     |        |         |  |
|      |        |                      |       |    |                 | BRA | USW | FRA | SMR | MON | BEL | USE | CAN | GBR | GER | AUT | HOL | ITA | EUR | RSA |     |        |         |  |
| 1983 | A6     | Ford Cosworth DFV V8 | G     | 29 | Marc Surer      | 6   | 5   | 10  | 6   | Ret | 11  | 11  | Ret | 17  | 7   | Ret | 8   | 10  | Ret | 8   |     | 4      | 10°     |  |
| 1983 | A6     | Ford Cosworth DFV V8 | G     | 30 | Chico Serra     | 9   |     | Ret | 8   | 7   |     |     |     |     |     |     |     |     |     |     |     | 4      | 10°     |  |
| 1983 | A6     | Ford Cosworth DFV V8 | G     | 30 | Alan Jones      |     | Ret |     |     |     |     |     |     |     |     |     |     |     |     |     |     | 4      | 10°     |  |
| 1983 | A6     | Ford Cosworth DFV V8 | G     | 30 | Thierry Boutsen |     |     |     |     |     | Ret | 7   | 7   | 15  | 9   | 13  | 14  | Ret | 11  | 9   |     | 4      | 10°     |  |
|      |        |                      |       |    |                 |     |     |     |     |     |     |     |     |     |     |     |     |     |     |     |     |        |         |  |
|      |        |                      |       |    |                 | BRA | RSA | BEL | SMR | FRA | MON | CAN | USE | DAL | GBR | GER | AUT | NED | ITA | EUR | POR |        |         |  |
| 1984 | A6     | Ford Cosworth DFV V8 | G     | 17 | Marc Surer      | 7   | 9   | 8   |     | Ret | NQ  | Ret | Ret |     |     |     |     |     |     |     |     | 31     | 10º     |  |
| 1984 | A6     | Ford Cosworth DFV V8 | G     | 18 | Thierry Boutsen | 6   | 12  |     | 5   |     |     |     |     |     |     |     |     |     |     |     |     | 31     | 10º     |  |

↑1  Utilizou o chassi A7 com motor BMW turbo nos GPs: Bélgica, França, Mônaco, Canadá e  Leste dos Estados Unidos (Boutsen) e San Marino (Surer) e de Dallas até a última prova por ambos os pilotos marcando 3 pontos totais e o 11º lugar no campeonato de construtores.